# 山部大塚古墳
山部大塚古墳（やんべおおつかこふん）は、広島県安芸高田市吉田町山部にある古墳。形状は円墳。広島県指定史跡に指定されている。

## 概要
広島県中部、吉田盆地から北方の、山部川が開いた谷の最奥部の丘陵尾根南面の急斜面上（標高約450メートル）に単独で築造された古墳である。発掘調査は実施されていない。
墳形は変形のため不明瞭であるが、直径約13メートル・高さ5メートルを測る。埋葬施設は横穴式石室で、南南西方向に開口する。T字形の平面形をなす特異な形状の石室になる。副葬品は詳らかでないが、過去に石室羨道部から出土したという須恵器長頸壺1点がある。
築造時期は、古墳時代終末期の7世紀代と推定される。T字形石室がほぼ完存する、広島県内では貴重な終末期古墳の1つであり、現地に残る「多治比」・「山部」の地名との関連性が示唆される。
古墳域は1981年（昭和56年）に広島県指定史跡に指定されている。

## 遺跡歴
- 測量調査（脇坂光彦・小都隆、1981年に報告）。
- 1981年（昭和56年）4月17日、広島県指定史跡に指定。

## 埋葬施設

石室俯瞰図

石室展開図

埋葬施設としては横穴式石室が構築されており、南南西方向に開口する。石室主軸と直交方向の玄室に羨道が平入りで接続し、全体の平面形としてはT字形をなす。石室の規模は次の通り。
- 玄室：長さ3.5メートル（石室主軸直交方向）、幅2メートル（石室主軸平行方向）、高さ2.3メートル
- 羨道：長さ4メートル、幅1.6メートル

石室は、下段に大石を据えた上に小型の石を持ち送りながら積んで構築される。床面には敷石とみられる平石が遺存する。天井石は、玄室・羨道とも各3枚で、玄室中央部は1段高く構築する。石室の開口部付近はテラス状に盛土整形されている。

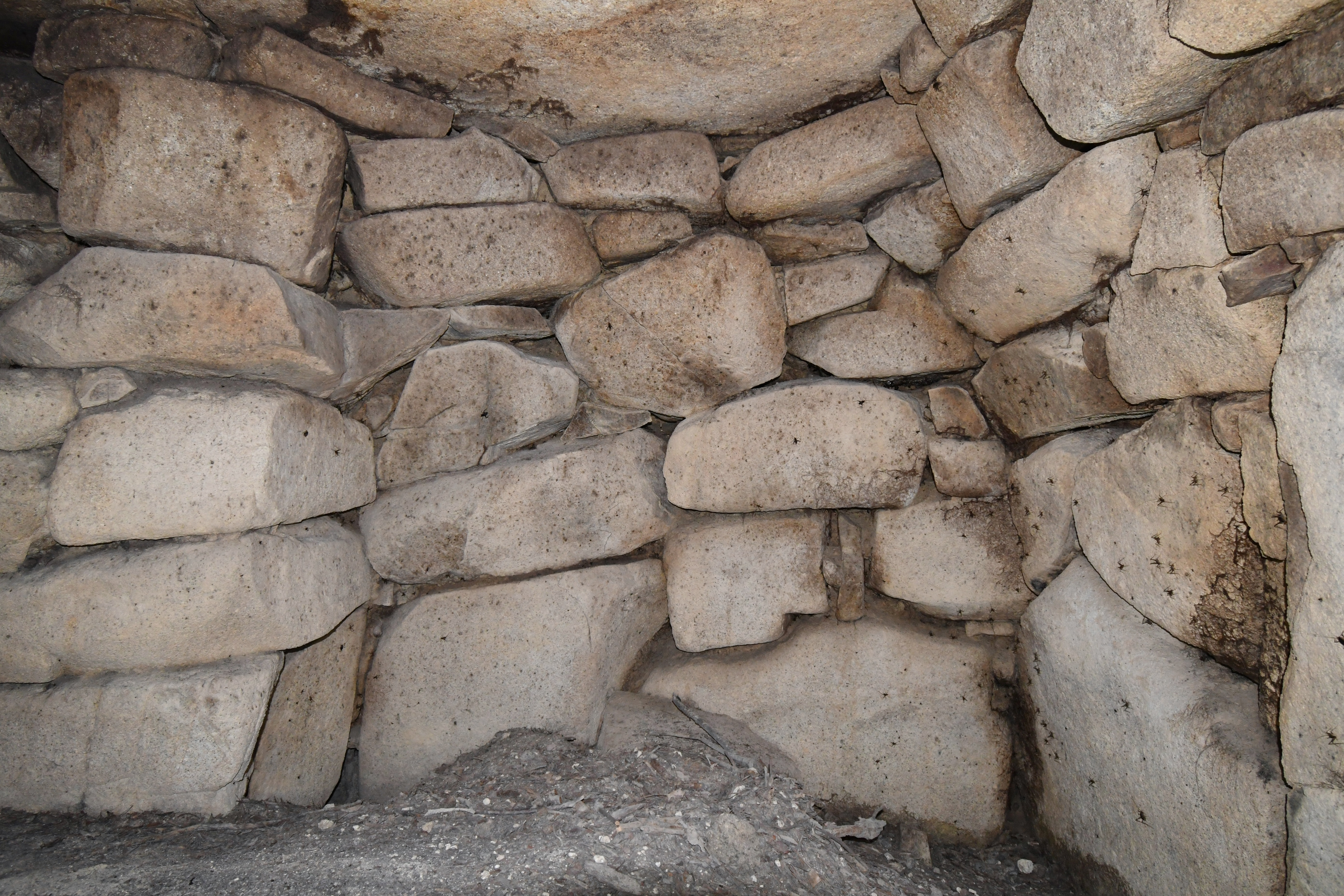
玄室左壁（西壁）
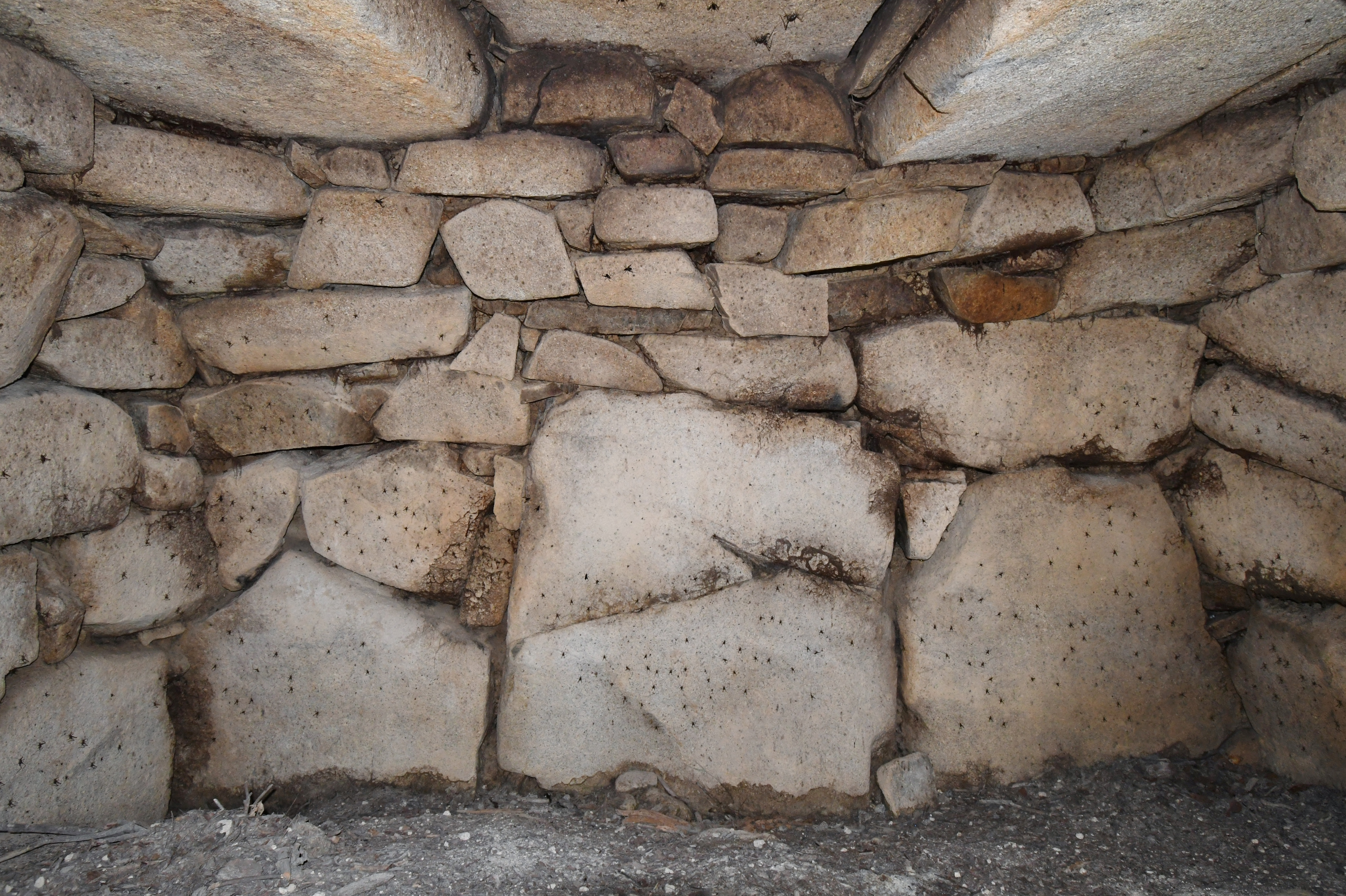
玄室奥壁（北壁）
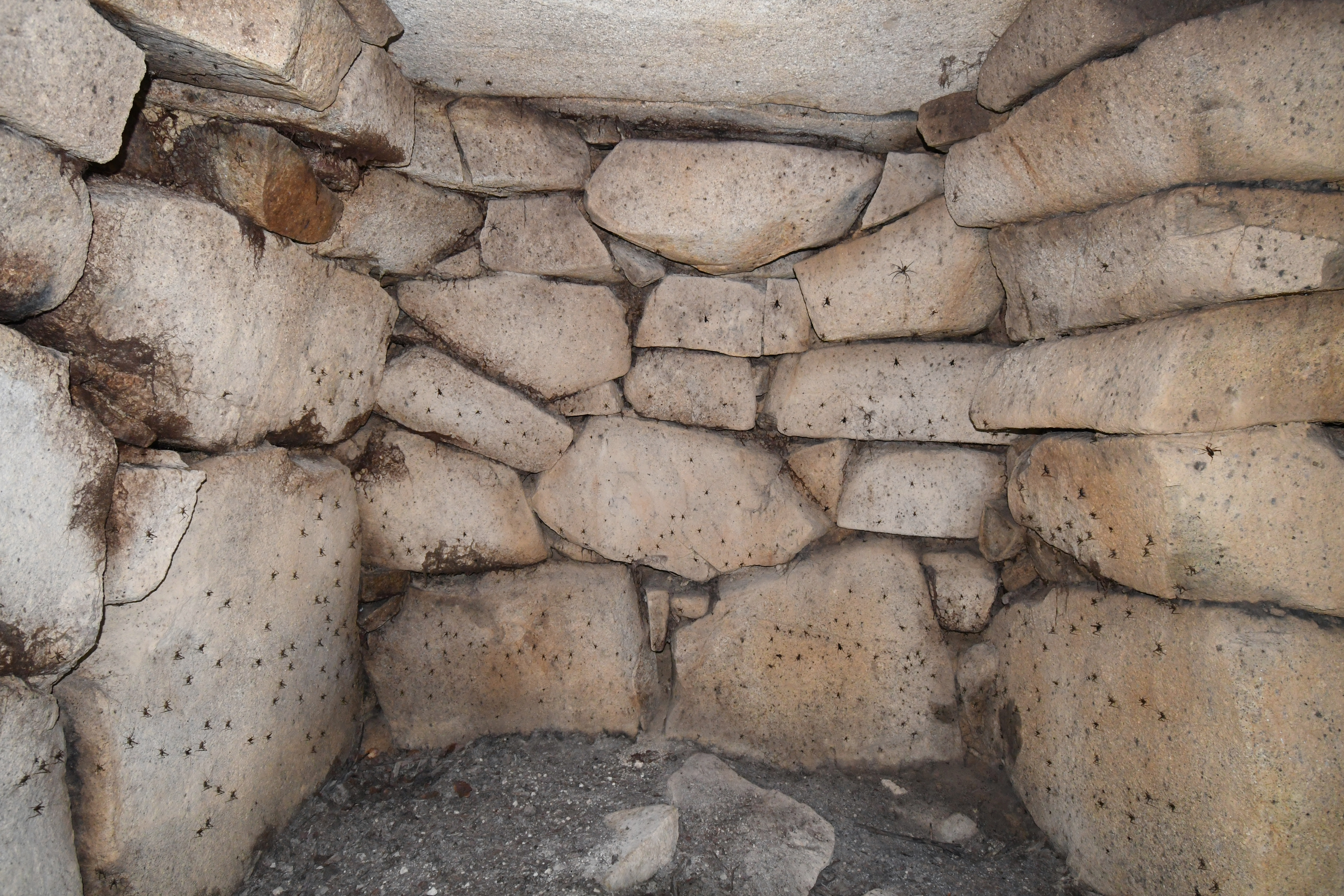
玄室右壁（東壁）
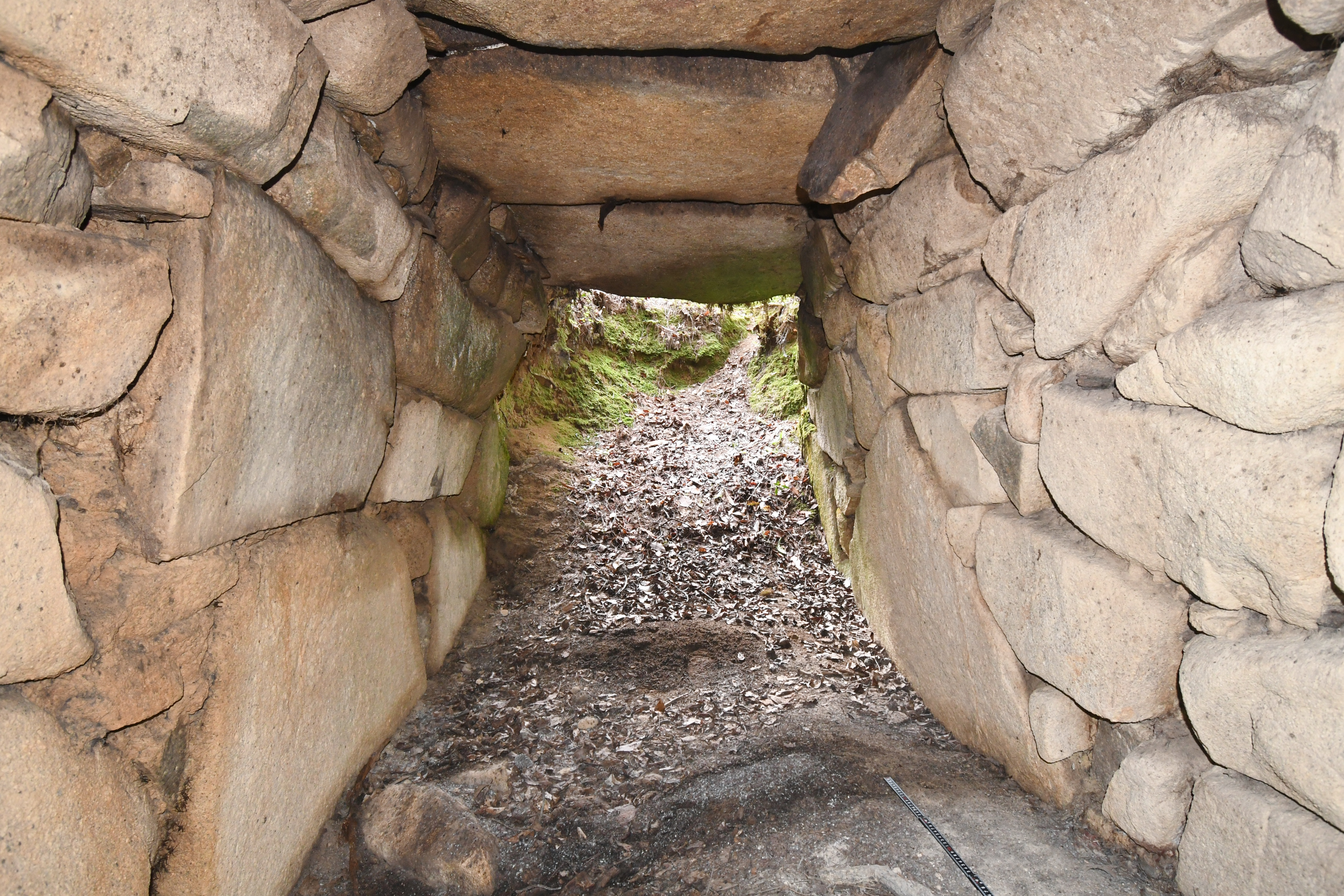
羨道（開口部方向）
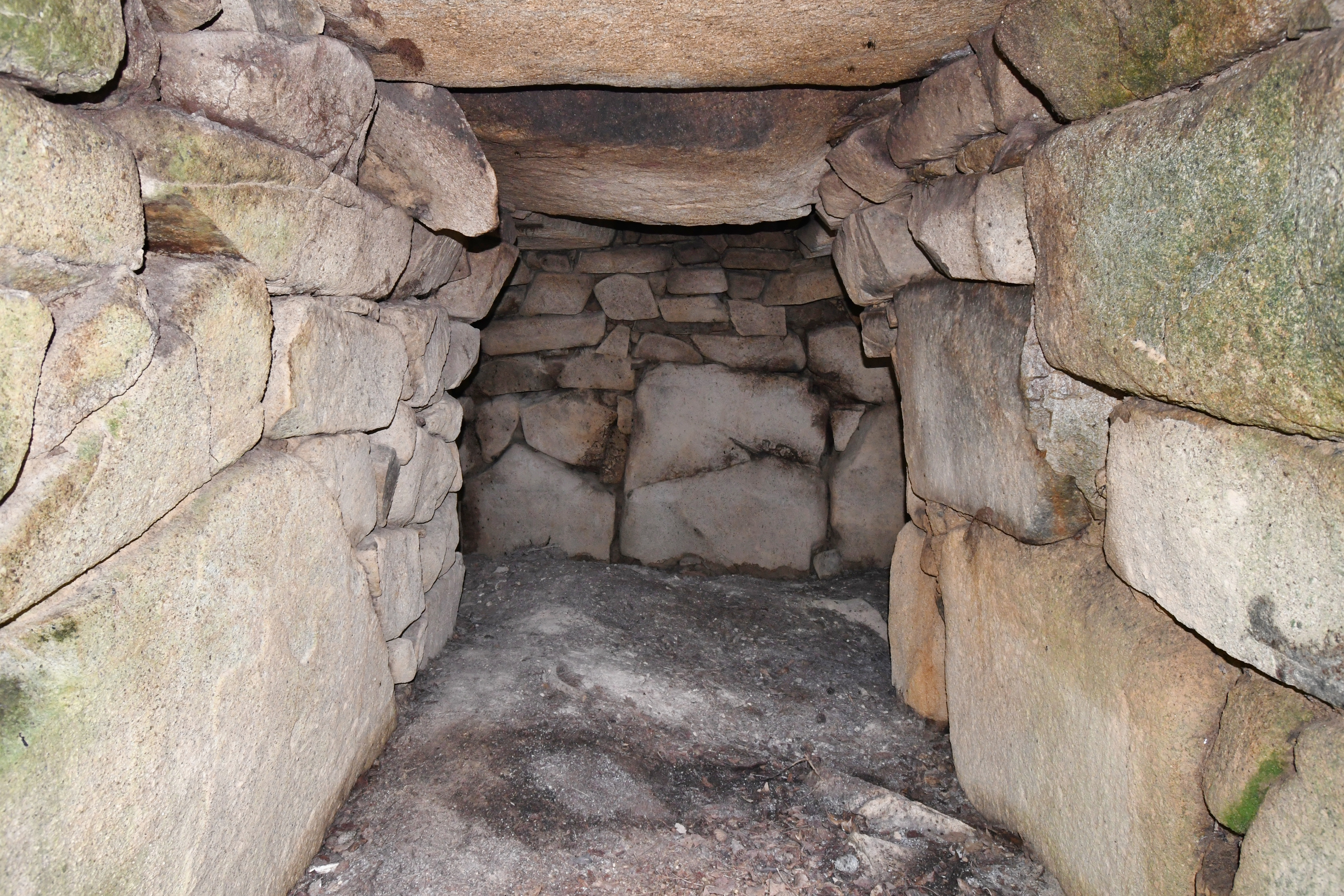
羨道（玄室方向）
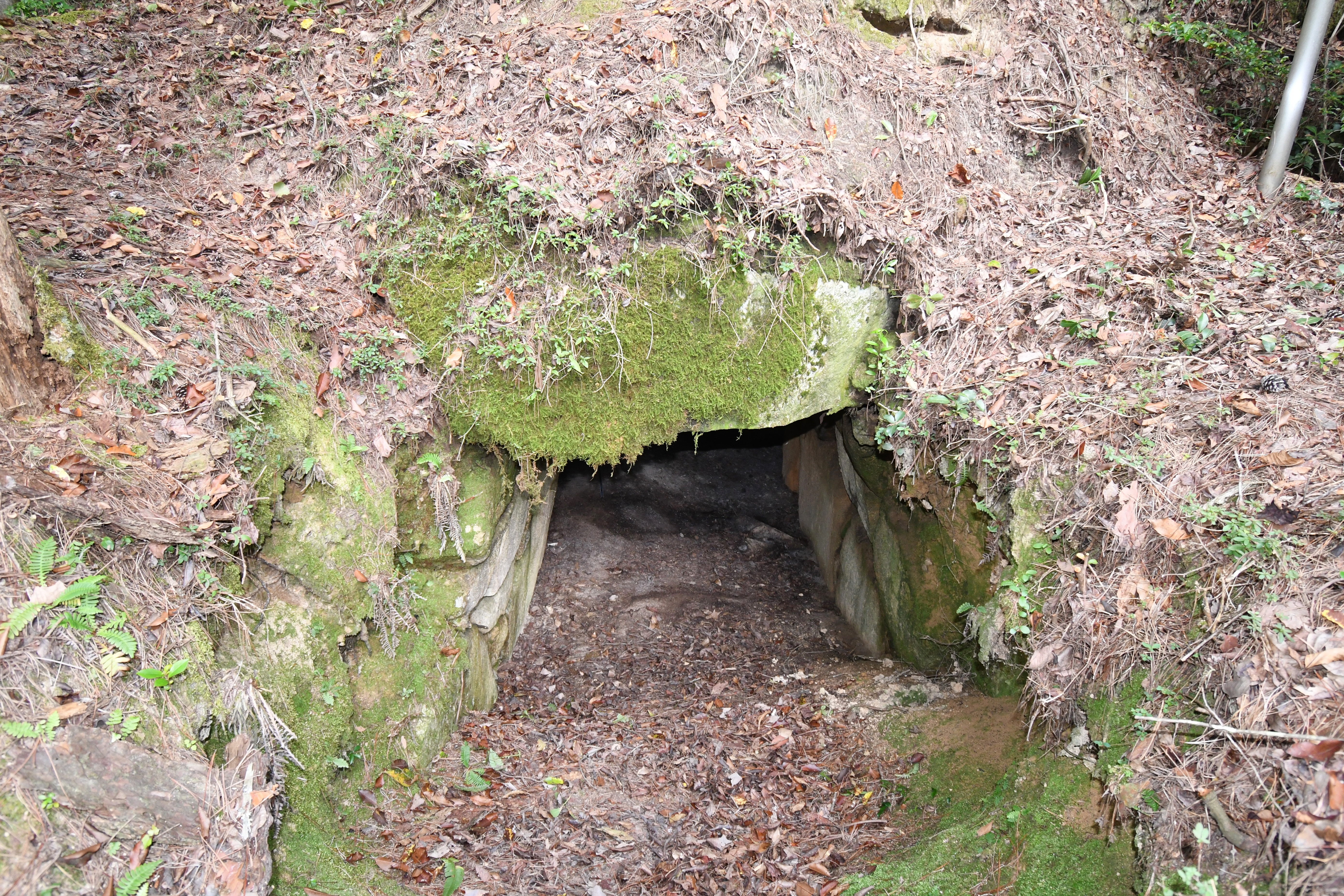
開口部

## 文化財

### 広島県指定文化財
- 史跡
  - 山部大塚古墳 - 1981年（昭和56年）4月17日指定。

## 関連文献
（記事執筆に使用していない関連文献）
- 脇坂光彦、小都隆「山部大塚古墳の測量調査」『芸備』第11集、芸備友の会、1981年12月1日、1-7頁。
- 潮見浩 著「3 山部大塚古墳」、広島県教育委員会 編『広島県文化財調査報告』第16集、広島県教育委員会、1990年、10-14頁。